# Zovīyeh-ye Do
Zovīyeh-ye Do (persiska: زویه دو) är en ort i Iran.   Den ligger i provinsen Khuzestan, i den centrala delen av landet, 500 km sydväst om huvudstaden Teheran. Zovīyeh-ye Do ligger 26 meter över havet och antalet invånare är 998.
Terrängen runt Zovīyeh-ye Do är mycket platt. Runt Zovīyeh-ye Do är det ganska tätbefolkat, med 144 invånare per kvadratkilometer. Zovīyeh-ye Do är det största samhället i trakten. Trakten runt Zovīyeh-ye Do består till största delen av jordbruksmark.